# دوارتي ماركيز
دوارتي ماركيز (بالبرتغالية: Duarte Marques‏) هو سياسي برتغالي، ولد في 9 مايو 1981 في البرتغال. حزبياً، نشط في الحزب الديمقراطي الاجتماعي (البرتغال). وقد انتخب عضو مجلس الجمهورية ‏.